# معبر وش شامان الحدودي

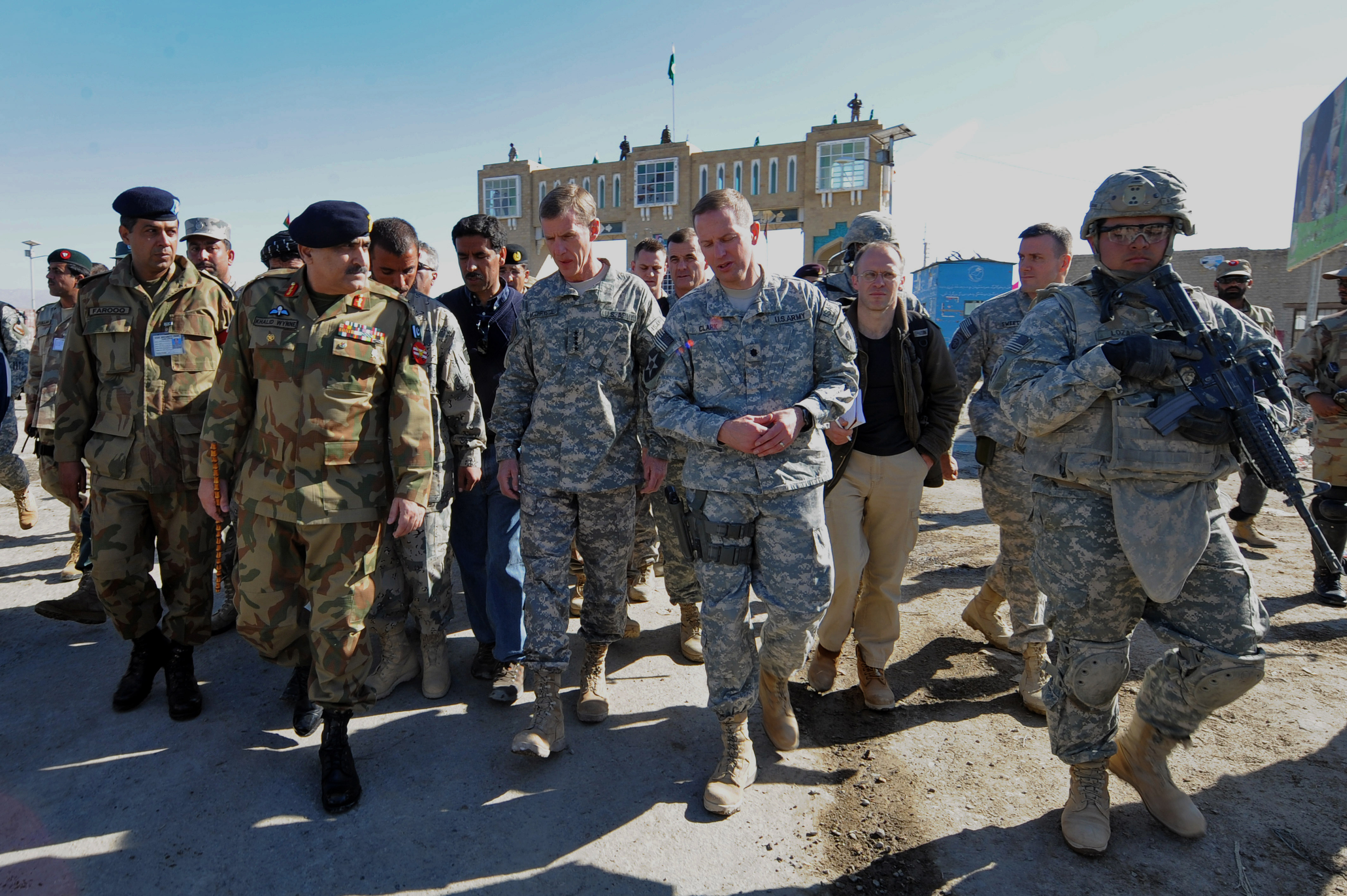
الجنرال ستانلي مكريستال قائد قوات المساعدة الدولية لإرساء الأمن في أفغانستان في ذلك الوقت يجتمع مع الجنرال في الجيش الباكستاني خالد وين قائد القيادة الجنوبية عند معبر بوابة الصداقة الحدودي في سبين بولداك بأفغانستان.

معبر وش شامان الحدودي (بالإنجليزية: Wesh–Chaman border crossing)‏ هو أحد المعابر الحدودية الدولية الرئيسية بين أفغانستان وباكستان. يقع المعبر على الحدود الباكستانية الأفغانية، حيث يشكل بوابة من الشمال لمدينة شامان بلوشستان إلى بلدة وش في سبين بولداك في ولاية قندهار. وبشكل أعم يربط المعبر بين عاصمتي مقاطعتي كويتا وقندهار.
أقيم في عام 2003 بوابة من الطوب، سميت بوابة الصداقة، بنيت على شكل مزدوج ومقوس، ترتفع ثلاثة طوابق إلى الأعلى، وتحمل البوابة التي تواجه بلوشستان عبارة «فخر باكستان» و «باكستان أولا». ساعات العمل الرسمية في المعبر من الصباح إلى وقت الغروب، على الرغم من هذا التنظيم إلا أن التهريب يستمر في النشاط ليلًا.

## الوجود العسكري الأمريكي
استخدمت القوات الدولية معبر وش شامان الحدودي في أفغانستان كجزء من طريق توريد كبير يمتد من ميناء كراتشي إلى قندهار، مع ما يقرب من 60 إلى 100 شاحنة تعبر شامان يوميًا. في 18 يناير 2010، زار قائد القوة الدولية الجنرال ستانلي أ. ماكريستال الموقع بعد مناقشة كفاءة المعبر مع السلطات الباكستانية. توجد قاعدة عمليات تسمى إلى الأمام تديرها الولايات المتحدة في منطقة سبين بولداك، هدفها مراقبت المعبر الحدودي مع شرطة الحدود الأفغانية والجيش الوطني الأفغاني.